# 徳島市陸上競技場
徳島市陸上競技場（とくしましりくじょうきょうぎじょう）は、徳島県徳島市南田宮2丁目にある陸上競技場。田宮陸上競技場とも呼ばれている。2020年春にリニューアル。またネーミング・ライツにより、愛称は「ワークスタッフ陸上競技場」になった。

## 概要
徳島市南田宮の田宮運動公園内にある日本陸上競技連盟2種公認の陸上競技場である。徳島市内で唯一の陸上競技場である為、市内の小中高等学校の部クラブや活動の練習場として使用されている。
競技場では、主に陸上関係の大会が行われているが、サッカーの大会やゲートボールの大会が行われることも多い。また市内にある学校の運動会や体育祭として使われることもある。
また公園内には競技場以外にも徳島市田宮公園プールがある。

## 歴史
- 1976年 - 徳島市が徳島市陸上競技場を設置。
- 1995年 - 全面改修を行い写真判定装置と写真判定室を設置。
- 2006年 - トラック部分改修が完成。
- 2008年 - とくしまマラソンを開始。徳島市陸上競技場がゴールとなる。
- 2020年 - リニューアルオープン

## 施設概要
- 日本陸上競技連盟第2種公認
- トラック：全天候舗装400m×8レーン
- フィールド：天然芝

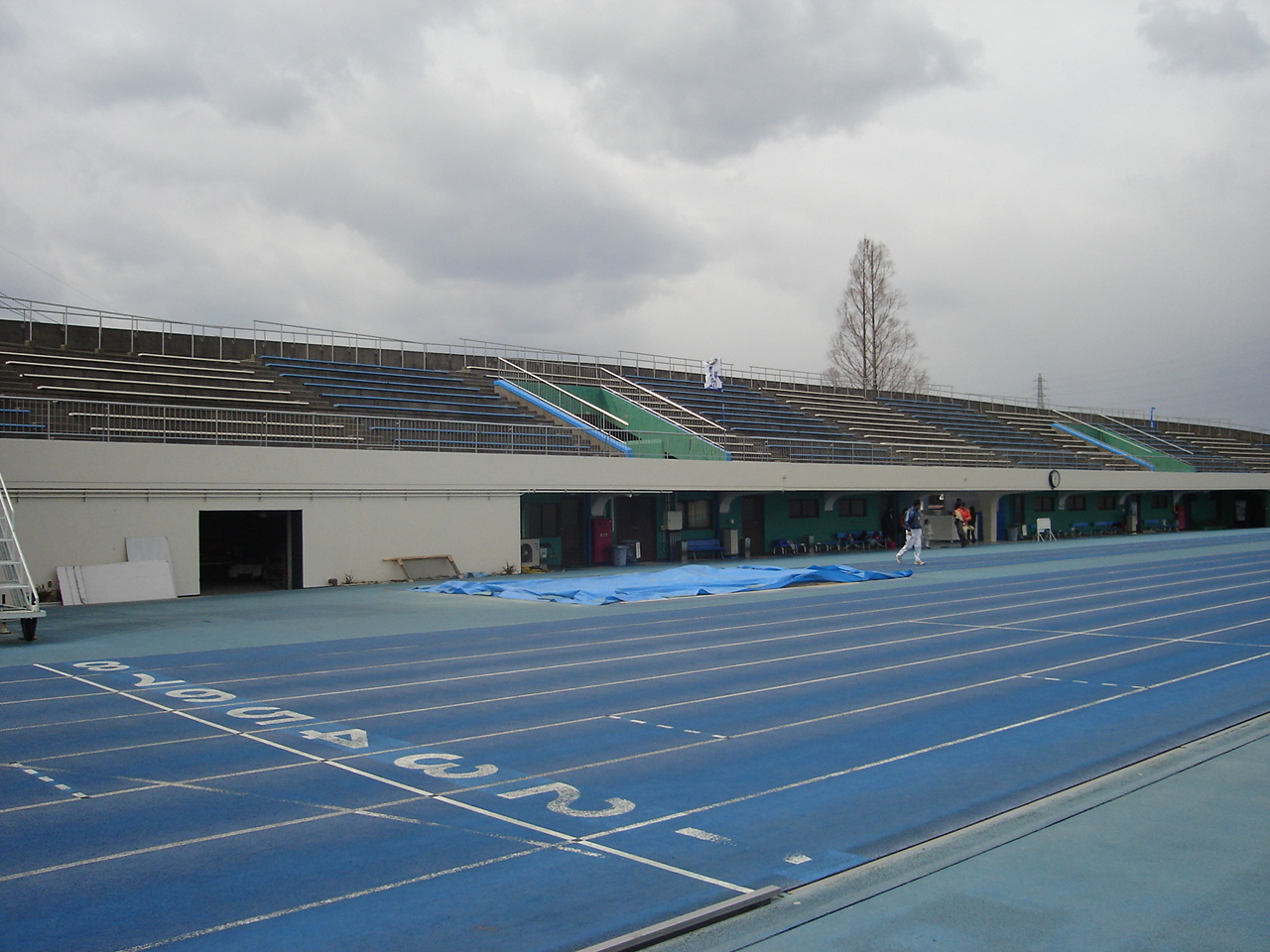
徳島市陸上競技場 メインスタンド

- メインスタンド 2,300人（座席数1,612席）、芝生スタンド 8,000人

## アクセス
- JR高徳線・徳島線 佐古駅より徒歩約10分。
- 徳島市営バス田宮運動公園口バス停から徒歩約1分。